# 하이너 뮐러

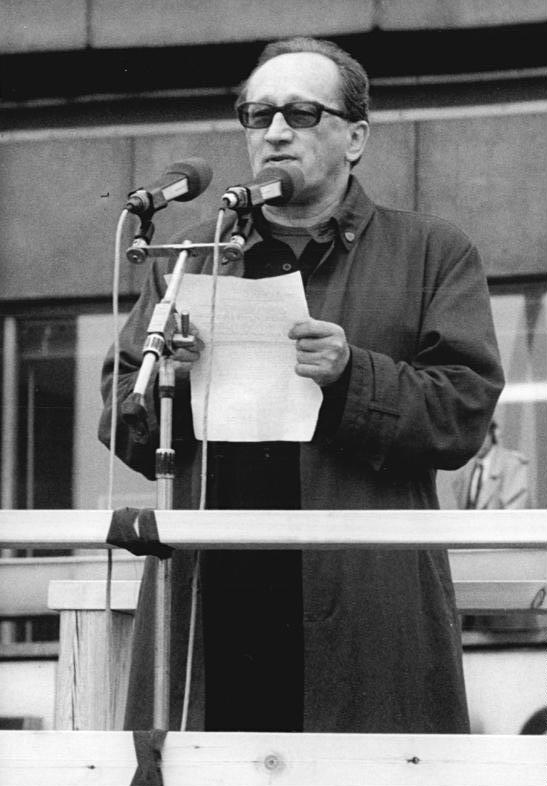

하이너 뮐러(Heiner Müller, 1929년 1월 9일 ~ 1995년 12월 30일)는 독일의 극작가, 시인, 작가, 수필가, 극 감독이다.
구 동독 출신으로 동독에서보다는 서구 연극계에서 더욱 주목받은 특이한 극작가에 속한다. 그의 생애를 살펴볼 때, 본격적인 작업을 시작한 1950년대 이후 사망에 이르기까지 그의 도정은 비난과 오해 그리고 찬사가 한꺼번에 뒤섞인 모순의 과정이었다. 동독 문화 정책과 마찰을 빚은 데 따른 출판과 공연 금지의 역경에서부터 독일 통일 이후 이미 저명인사가 된 그에게 가해진 동독국가보위부(슈타지) 가담 전력에 대한 비난에 이르기까지 그는 계속 어려움을 겪었다. 그러나 1980년대 이후 양 독일에서는 그의 문학을 중요하게 평하는 글들이 쏟아져 나왔고, 1990년에는 프랑크푸르트 연극제 ‘엑스페리멘타 6’(1990. 5. 19∼1990. 6. 4)이 그에게 헌정되었다. 겉으로 드러나는 이 같은 현상은 이 작가에 대한 명확한 평가를 어렵게 만드는 것이면서도 독일 문단에서 그의 특수한 위치를 암시해 준다.